# 布德基 (克列梅涅茨區)
50°2′23″N 25°26′51″E / 50.03972°N 25.44750°E
布德基（烏克蘭語：Будки），是烏克蘭的村落，位於該國西部捷爾諾波爾州，由克列梅涅茨區負責管轄，始建於1545年，面積40.4平方公里，2001年人口1,045，人口密度每平方公里25.9人。